# أوكسازيبام
الأُوكسازيبام Oxazepam هو من البِنـزوديازيبَّينات Benzodiazepines، وهي من الأَدويةِ المُهَدِّئة والمُرخِية للعَضَلات.
يُعطى الدَّواءُ بجرعة 10-30 ملغ ثلاث إلى أربع مرَّات في اليوم عن طَريق الفَم للبالغين، كدواءٌ مضادِّ للقلق أو بهدف تسهيل النَّوم أو لمعالجة الامتناع عن الكُحول.
أوكسازيبام تم تسجيله في البداية وتسويقه في عام 1965.

## الاستعمال الطبي
البنزوديازيبين يعمل كوسيط مع بداية بطيئة للفعالية,
يُستخدَم هذا الدَّواءُ في مُعالجة أَعراض الامتناع عن الكُحول.
يُستخدَم هذا الدَّواءُ في علاج القلق أو التوتُّر العصبِي.
يمكن تناولُ هذا الدَّواء على مَعدةٍ فارغة أو بعدَ تَناوُل الطَّعام، ولكن يُفضَّل تناولُه بعد الطَّعام إذا كان يتسبَّب في تَهيُّج أو اضطراب المعدة. يمكن طحنُ الأقراص أو سَحقُها وخلطها مع الطَّعام أو الشَّراب.

## الاستخدام
أوكسازيبامإلى جانب ديازيبام، نترازيبام، والتيمازيبام، كانت من البنزوديازيبينات الأربعة المدرجة في برنامج الاستحقاقات الصيدلانية ويمثل 82٪ من وصفات البنزوديازيبين في أستراليا في الفترة 1990-1991.

## التاثير الجانبي
الشُّعور بالدُّوار أو الدوخة، أو النُّعاس، أو تَشوُّش أو تغيُّم الرؤية، أو تغيُّر في طريقة التفكير. لذلك، يجب تجنُّبُ القيادة، وتجنُّب القيام بالمهام والأنشطة التي تحتاج إلى يقظة ورؤية واضحة حتَّى يظهر مدى تأثير هذا الدَّواء في المريض.
جَفاف الفم. لذلك قد تفيد العنايةُ بنظافة الفم ومصِّ حلوى جافَّة أو مضغ اللبان «العلكة».

### التحمل والإدمان والانسحاب
أوكسازيبام، كما هو الحال مع أدوية البنزوديازيبين الأخرى، يمكن أن يسبب التحمل، الاعتماد البدني، الإدمان، و متلازمة انسحاب البنزوديازيبين.

## وصلات خارجية
- Rx-List - Oxazepam
- Inchem - Oxazepam